# Inocencia

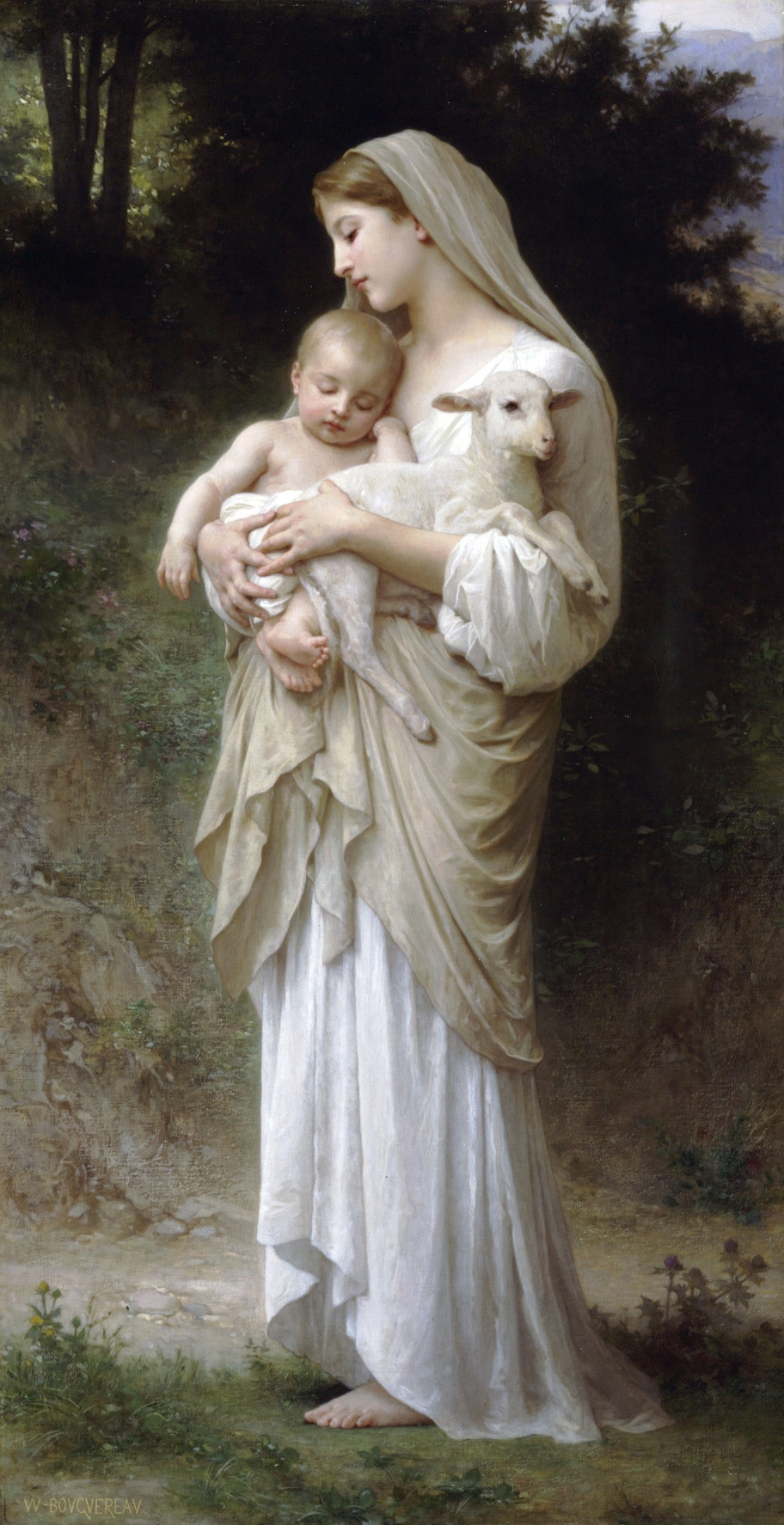
La inocencia de Bougereau. noa inocencia

La inocencia es el término que describe la carencia de culpabilidad (i- nocentia, en latín) de un individuo  con respecto a un crimen.  Puede también ser utilizada para indicar una carencia general de culpabilidad con respecto a cualquier clase de crimen, de pecado, de picardía, de malicia o mala intención.
Puede también hacer referencia a un estado de desconocimiento, donde se da una menor experiencia bien en una visión relativa a los iguales sociales, bien por una comparación absoluta a una escala normativa más común. En contraste con la ignorancia, la inocencia se toma generalmente como un término positivo, denotando una visión dichosamente positiva del mundo, en particular una en que la carencia de conocimiento proviene de una carencia de maldad, mientras que el mayor conocimiento proviene de hacer mal, lo que se relaciona con el Árbol del conocimiento del bien y del mal. Esta connotación se puede conectar con una falsa etimología popular que explica el término inocente como el que no sabe (el noscere latino).
La gente que carece de capacidad mental de entender la naturaleza de sus actos puede ser considerado inocente sin importar su comportamiento. De este significado viene el término inocente para referirse a un niño de corta edad o una persona con diversidad funcional carentes de discreción.
En algunos casos, el término inocencia connota un significado peyorativo cuando un nivel determinado de experiencia dicta un discurso común o calificaciones de base para la entrada en otra experiencia social diferente. Puesto que la experiencia es el primer factor para la determinación del punto de vista de una persona, la inocencia a menudo también se utiliza para implicar una ignorancia o carencia de experiencia personal por lo que en su sentido más extremo negativo puede ser causante de lástima.
La inocencia se representa bajo la figura de una joven, coronada de flores que se lava las manos en una jofaina colocada sobre un pedestal teniendo cerca de ella un cordero blanco.